# Mafoudia Bangoura
Pour les articles homonymes, voir Bangoura.
Mafoudia Bangoura née le 22 novembre 1990 à Conakry en république de Guinée, est journaliste et communicante guinéenne.
Responsable de communication de Guinea Alumina Corporation (GAC) depuis le 22 février 2023.
Ancienne chroniqueuse du groupe Hadafo Médias.
Présidente-directrice générale de SEKAM VISION depuis 2017. 

## Biographie et études
Mafoudia Bangoura née à Conakry, a fait ses études primaires et secondaires à Matam Lido et les Bobels Conakry. 
Après l'obtention du baccalauréat en 2009, elle est orientée à l’Institut Supérieur de l’Information et de la Communication de Kountia.

## Carrière

### Parcours professionnel
Mafoudia commence en tant que stagiaire au sein du Groupe Gangan Radio et télévision, alors qu'elle faisait la 2e année à l'institut supérieur de l'information et de la communication de Kountia.
À la fin de 2012, à l’issue du concours Espace Talent du groupe Hadafo Médias, elle est recrutée à la radio Espace FM.
Dès 2013, Mafoudia est nommée chargée de production, cumulativement présentatrice du journal parlé et télévisé du groupe Hadafo Media sur Espace FM et Espace TV,.
De 2017 en février 2023, elle est chroniqueuse dans l'émission la plus écoutée de la Guinée, les Grand Gueules d'Espace TV,.
Du 4 janvier 2021 au 22 février 2023, elle est rédactrice en chef d'Espace TV.
Actuelle responsable de communication de Guinea Alumina Corporation (GAC).

## Activiste
Présidente de l'ONG Fight Fistula in Guinea (FIFGUI) pour la lutte contre les fistules obstétricales en Guinée créée en 2018.

## Prix et reconnaissance
- 2017 : Femme leader d'excellence par la COPE-Guinée[10].
- 2021 : 50 femmes femmes d'influentes de la Guinée par l'agence guinée entrepreneur.